# Čistky v Rudé armádě
Čistky v Rudé armádě, či také Proces s trockistickou protisovětskou vojenskou organizací, Případ Tuchačevskij nebo Čistka NKVD v roce 1941 byla série čistek, které se udály ve velení Rudé armády během Velkého teroru a svým rozsahem naprosto paralyzovaly velitelský sbor Rudé armády, což se negativně projevilo v Zimní válce a na počátku Operace Barbarossa respektive ve Velké vlastenecké válce.

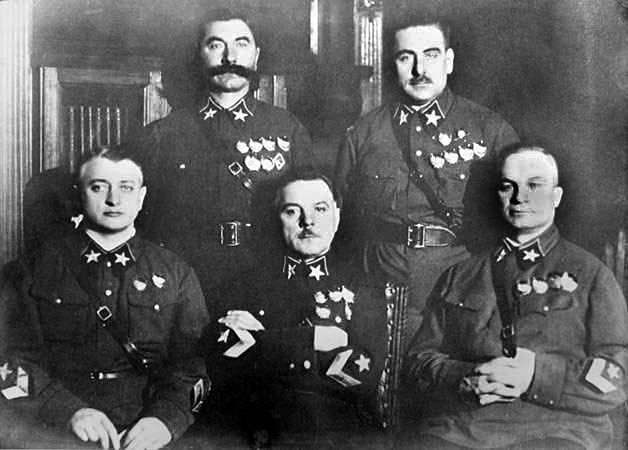
Prvních pět maršálů SSSR - Tuchačevský, Vorošilov, Bljucher Buďonnyj, Jegorov.

## Předehra
Po neúspěšných zemědělských a průmyslových experimentech a megalomanských projektech, které zruinovaly hospodářství Sovětského svazu, se šířila všeobecná nespokojenost. Komunistická strana se dokonce pokusila odvolat diktátora Stalina z jeho funkce. Nespokojenost se šířila mezi dělnictvem, rolnictvem, inteligencí a začala se šířit i ve velitelském sboru Rudé armády. Ten představoval pro Stalina nepřítele potenciálně nejnebezpečnějšího. Již na přelomu let 1936–1937 Stalin instruoval NKVD, jejího velitele Ježova a některé špičky Rudé armády (např. Klimenta Vorošilova) o chystané eliminaci nespokojených důstojníků Rudé armády, ale i těch důstojníků, kteří měli co se týče vojenské teorie jiné názory než Stalin a Kliment Vorošilov.

## Proces s maršálem Tuchačevským

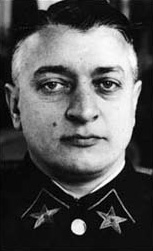
Michail Nikolajevič Tuchačevskij, maršál SSSR a nejznámější oběť čistek v Rudé armádě.

Dne 22. května 1937 armádní velitel a náčelník politické správy Rudé armády Jan Gamarnik spáchal sebevraždu. Dozvěděl se o nadcházející čistce. Ještě týž den byl zatčen náčelník povolžského vojenského okruhu a maršál Sovětského svazu Michail Tuchačevskij. Již v srpnu 1936 byl zatčen zástupce velitele leningradského vojenského okruhu, velitel sboru Vitalij Primakov. Od roku 1936 do května 1937 byli navíc zatčeni armádní velitelé či velitelé sborů Jona Jakir, Vitovt Putna, August Kork, Robert Eideman, Boris Feldeman a Jeronim Uborevič. Všech těchto 8 elitních velitelů Rudé armády bylo obviněno z naprosto fantastických zločinů – spolupráce s trockisty, nacistickou vojenskou zpravodajskou službou a příprava protisovětského vojenského převratu s cílem dosadit k moci trockisty a fašisty. Není nutno říkat, že jak Chruščovem, tak archivy NKVD a KGB bylo jasně prokázáno, že všechna tato obvinění byla smyšlená.
Obžalovaní byli souzeni svými soudruhy z občanské války, konkrétně armádními veliteli Ulrichem, Bljucherem, Šapošnikovem, Alksinsem, Buďonným, Bělovem, Dybenkem a Kaširinem. Stalinův cynismus vedl k tomu, že z těchto 8 soudců, pět bylo později mučeno a popraveno.
Dne 12. června 1937 byli všichni první obžalovaní popraveni. To ale zdaleka nebyl konec.

## Další čistka
Od května 1937 do konce roku 1939 se největší vlna čistek vyžádala obrovské množství životů mnoha kompetentních a schopných důstojníků Rudé armády. Byl popraven zakladatel sovětského vojenského letectva Alksins, stejně tak profesor Frunzeho vojenské akademie a někdejší hrdina občanské války Jukums Vācietis. Na popravišti skončil velitel operačního štábu Bělov, hrdina občanské války Vasilij Bljucher, spoluorganizátor Říjnové revoluce Dybenko. Dle oficiálních statistik si čistka vyžádala život 3 z 5 maršálů SSSR, 13 z 15 velitelů armád,(celkem 17 armádních generálů z 20) 62 z 85 generálů velitelů armádních sborů a všech 16 komisařů armád. Z pěti armádních generálů 1.stupně bylo popraveni čtyři. Z deseti armádních generálů 2.stupně bylo z deseti popraveno všech deset. Dále bylo ztraceno 110 ze 195 velitelů divizí a 220 plukovníků ze 400 velitelů posádek, kteří byli buď popraveni, nebo posláni do táborů gulagu. A to i budoucí hrdina Sovětského svazu a druhé světové války Konstantin Rokossovskij.
Od počátku čistky, která započala v roce 1933 a vyvrcholila v letech 1937 - 38, do jejího oficiálního konce bylo postiženo téměř 43-50 000 důstojníků, praporčíků,rotmistrů, politických komisařů a zaměstnanců vojenské správy. Téměř celý Nejvyšší vojenský výbor Rudé armády byl vyhlazen. Ze 108 členů bylo 98 zatčeno a zastřeleno. Přežili jen ti, kteří se Stalinem spolupracovali a sloužili za občanské války a jediný armádní generál 1.stupně Boris Michajlovič Šapošnikov, jehož si Stalin vážil. Rudá armáda se bez nejvyššího důstojnického sboru ocitla ve fázi naprostého rozkladu. Mimo velící důstojníky byla postižena celá vojenská správa, včetně učitelů vojenských učilišť a škol, včetně vysokoškolských profesorů. Tím došlo k oslabení armády nejen z kvantitativního, ale i kvalitativního hlediska. Během jednoho roku 1937 musela armáda nahradit ztrátu 36.761 vyřazených velitelů, z čehož bylo 10.868 zatčeno. K 1.5.1941 bylo celkem rehabilitováno 12.461 vojáků vyřazených do zálohy. K první rehabilitaci vojáků došlo již před Zimní válkou v roce 1939, kdy bylo povoláno do služby zpět 5.570. V roce 1937 měla armáda 206.000 velitelů a v roce 1938 již 278.000, musela tedy najít 100.000 nových velitelů všech stupňů během jednoho roku. Před napadením Německa měla armáda již 27 armád, 65 armádních sborů, 310 divizí a celkem 578.000 velitelů všech stupňů.

## Čistka 1941
Čistky v nejvyšším velení Rudé armády neskončily ani po zahájení přepadení Sovětského svazu Hitlerovským Německem, známém pod označením Operace Barbarossa, přestože část velitelů Rudé armády byla skutečně propuštěna z vězení a táborů. Z generála Pavlova se stal obětní beránek. Ještě předtím, od začátku června 1941 do října 1941, bylo popraveno nebo uvězněno 11 nejvyšších velitelů Rudé armády, včetně takových zkušených es, jako byl Grigorij Štern nebo Jakov Šmuškevič. Po této čistce ovšem už žádná nenásledovala, neboť Stalin si konečně uvědomil, že čistka tolik Rudé armádě nepomáhá, jako spíše jí škodí a rozvrací ji v době největšího smrtelného nebezpečí.

## Okolnosti čistky
O této čistce se také hovoří jako o jednom z projevů Stalinova antisemitismu, neboť z prvních 8 popravených nejvyšších velitelů Rudé armády byli 4 Židé (nepočítaje Jana Gamarnika, který spáchal sebevraždu a byl také Žid). Další důležitou souvislostí, která doplňuje důvody čistky, byly personální vztahy mezi veliteli Rudé armády a samotným Stalinem. Například vztah Stalin–Tuchačevskij se téměř blížil k otevřené nenávisti kvůli animozitám z dob občanské války. Ironií je, že tito velitelé byli popraveni z důvodu spolupráce s nacistickým Německem. Ironie to je, protože právě Tuchačevskij již na přelomu let 1934–1935 vypracoval operační plán pro invazi do nacistického Německa a otevřeně vyzýval Stalina k ukončení spolupráce s nacisty. Stejně tak je ironické právě to, že rudoarmějští velitelé židovského původu byli obviněni z této pronacistické špionáže.
Zajímavou okolností je i to, že tento proces byl veden tajně, na rozdíl od předcházejících. Snad i proto, že Tuchačevskij byl velice populární velitel mezi vojáky, a jeho uvěznění mohlo vyvolat až situaci skutečné vojenské vzpoury ze strany rudoarmějců a nižších důstojníků. Podle některých historiků, například Isaaka Deutschera, skutečně existovala snaha velitelů Rudé armády odstranit Stalina, nikoliv však ve prospěch nacistů. Jiní historici, například Viktor Suvorov, velice kladně hodnotí čistku v důstojnickém sboru, a popravené velitele, v rozporu se všemi fakty a okolnostmi, nazývají neschopnými a krvelačnými důstojníky.

## Důsledky čistky
Důsledky čistky a toho, co následovalo po čistce, byly vskutku dalekosáhlé. Na místa schopných důstojníků se prodrali neschopní důstojníci a političtí komisaři. Velitelé, kteří se na své místo museli tvrdou pílí, disciplínou a schopnostmi dopracovat, byli nahrazeni veliteli, kteří byli kamarádíčci, ať již přímo Stalina či lidového komisaře obrany Klimenta Vorošilova.
Mimo úplného rozkladu a paralyzace Rudé armády došlo i k přehodnocení mnoha efektivních bojových taktik, zastavení modernizace prosazované popravenými veliteli, a k těžkému podcenění nebezpečí nacistického Německa.
Důsledky se projevily nejprve v Zimní válce, kde byla Rudá armáda de facto poražena podstatně slabším nepřítelem a v prvních měsících Operace Barbarossa, kdy Rudá armáda ztratila navzdory technické a zbraňové převaze padlo do zajetí 2,8 miliónu vojáků, kteří většinou zahynuli do konce roku a v zimě v nesnesitelných koncentračních a pracovních táborech. Celá fronta se nejen před Moskvou téměř úplně zhroutila. Důsledky Stalinovy čistky, se projevily během celého období války a během let 1942-43 padlo do zajetí dalších 2,7 milionu vojáků, což činí polovinu všech padlých a nezvěstných sovětských vojáků během období Velké vlastenecké války.